# Stensjön (Frostvikens socken, Jämtland)
Stensjön är en sjö i Strömsunds kommun i Jämtland och ingår i Ångermanälvens huvudavrinningsområde. Sjön har en area på 0,834 kvadratkilometer och ligger 634,1 meter över havet. Stensjön ligger i Frostvikenfjällen Natura 2000-område. Sjön avvattnas av vattendraget Jemesjaureån.

## Delavrinningsområde
Stensjön ingår i det delavrinningsområde (716796-144259) som SMHI kallar för Utloppet av Stensjön. Medelhöjden är 674 meter över havet och ytan är 4,35 kvadratkilometer. Räknas de 9 avrinningsområdena uppströms in blir den ackumulerade arean 16,22 kvadratkilometer. Jemesjaureån som avvattnar avrinningsområdet har biflödesordning 5, vilket innebär att vattnet flödar genom totalt 5 vattendrag innan det når havet efter 297 kilometer. Avrinningsområdet består mestadels av skog (76 procent). Avrinningsområdet har 0,84 kvadratkilometer vattenytor vilket ger det en sjöprocent på 19,2 procent.